# Ocean Airlines
Pour les articles homonymes, voir Océan (homonymie).
Ocean Airlines est une ancienne compagnie aérienne italienne, spécialisée dans le fret. Elle a commencé ses opérations le 27 novembre 2004 avec un vol décollant de l'aéroport de Milan Malpensa avec un Boeing 747-200F, immatriculé I-OCEA. Ce vol charter était exceptionnellement affrété par Cargolux, la compagnie cargo du Luxembourg. Le lendemain, un vol partait vers Dacca au Bangladesh mais de l'aéroport de Brescia Montechiari, siège de la compagnie. 
Ocean Airlines a suspendu ses opérations en avril 2008, alors que tous les vols étaient suspendus depuis octobre 2007.

## Destinations
Ocean Airlines desservait les destinations suivantes à partir de sa base de Brescia:
- Afrique: Luanda
- Europe: Istanbul
- Asie Centrale: Almaty, Bishkek (arrêt de ravitaillement)
- Asie du Sud-Est: Hong Kong, Nagoya, Shanghai
- Abou Dabi
- Lahore

Des vols étaient prévus vers Kuala Lumpur, Miami, Nairobi et Washington D.C.

## Flotte
- 6 appareils cargo, Boeing 747-200F (freight) (début 2008)

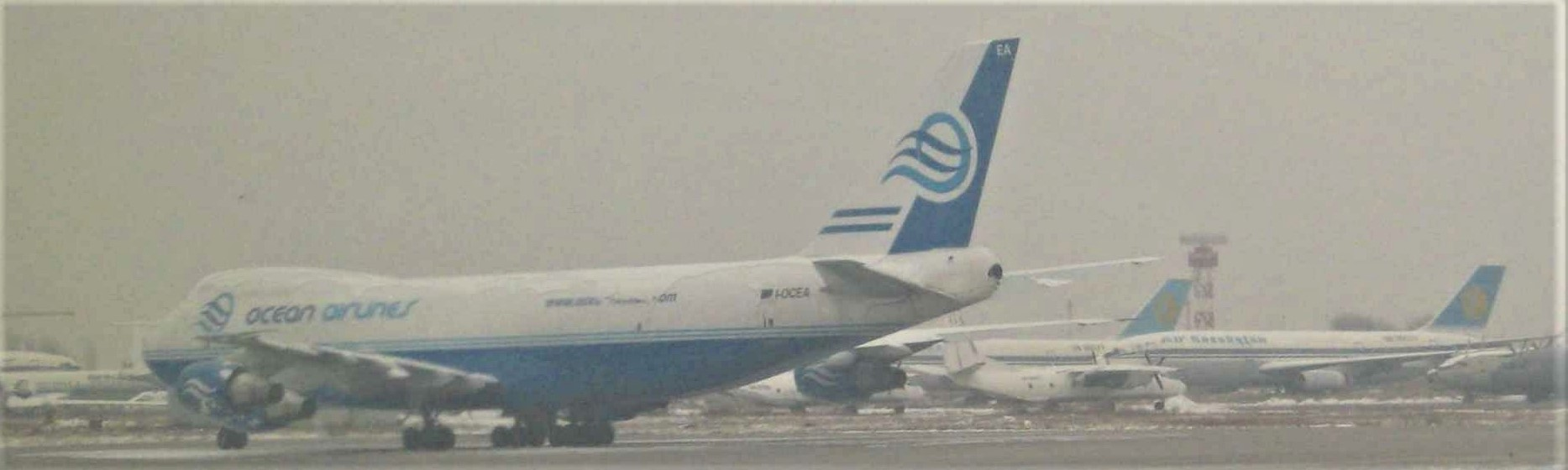
Boeing 747-200F d'Ocean Airlines à l'Aéroport International d'Almaty, Kazakhstan. le 17 décembre 2007